# Fiktivní jazyk
Fiktivní jazyk je jazyk vytvořený pro použití ve specifických podmínkách fabulace, jakou je film, beletrie, divadelní hra, počítačová hra, hra na hrdiny či mikronárod.

## Příklady kontextů
Populární seriály jako Star Trek nebo Babylon 5 se hemží lidskými subkulturami i ne-lidskými rasami a jejich kulturami a jazyky (klingonština, vulkánština, ferengijština atd.). V záplavě knih žánru SF (scifi/fantasy) není možné zapomenout na jedinečnou Středozemi J. R. R. Tolkiena (sindarština, quenijština, černá řeč atd.). J. R. R. Tolkien vůbec představuje vzor jazykového vývojáře, člověka ponořeného do pronikajících se rovin království představ a skutečnosti. Fiktivní jazyky nejsou doménou tvorby posledních let. Už v antiutopistickém románu 1984 George Orwella vydaném v roce 1948 se objevuje fiktivní jazyk newspeak.

## Charakteristika
Hloubka rozpracovanosti fiktivního jazyka může být různá:
- pojmenovávací jazyky - jednoduché (povětšinou se skládají z několika set slov a velmi mála mluvnice), sloužící k pojmenování míst a bytostí.
- diachronické fiktivní jazyky - propracovanější, mají svou minulost a kulturní kontinuitu (např. tolkienovské jazyky), jsou hlouběji začleněny do fabulace a tvoří její nedílnou součást.